# Frankie Trumbauer
Frankie (Tram) Trumbauer (Carbondale, 30 maggio 1901 – 11 giugno 1956) è stato un sassofonista jazz statunitense degli anni venti e trenta.

## Carriera
Trumabauer era uno specialista del C melody sax, sassofono in Do che è una sorta di ibrido fra tenore in Si bemolle e contralto in Mi bemolle e oggi molto raro (fra gli esponenti dell'avanguardia lo ha impiegato per esempio Anthony Braxton). Suonava peraltro anche altri strumenti come il fagotto.
Trumbauer è ricordato soprattutto per la sua collaborazione con Bix Beiderbecke che produsse alcune tra le più innovative registrazioni jazz della fine degli anni 20.
Trumbauer aveva assunto Bix Beiderbecke per la Victor Recording Orchestra di Jean Goldkette di cui era divenuto direttore musicale. Sul finire degli anni 20 registrò con Beiderbecke diverse tracce tra cui la famosa  "Singin' the Blues." Lasciato Goldkette, Frankie e Beiderbecke lavorarono qualche tempo con Adrian Rollini per unirsi poi all'orchestra di Paul Whiteman nel 1927, formazione con cui Trumbauer rimase per la gran parte dei nove anni successivi.
Nel 1936 divenne il leader dei Three T's che aveva formato coi fratelli Teagarden; nel 1938 fondò e diresse un'orchestra con Manny Klein. Durante la seconda guerra mondiale Trumbauer fu assegnato all'aviazione civile come pilota collaudatore. Dopo la guerra mantenne la sua posizione nell'aviazione civile e fu assunto dall'orchestra della NBC. A partire dal 1947, pur continuando a suonare e ad incidere, Trumbauer ricavò la maggior parte del suo reddito da attività extramusicali.
Lo stile e il suono di Trumbauer, sottile e con poco vibrato, influenzò molti famosi sassofonisti tra i quali Benny Carter e Lester Young.